# Saint-Vincent-sur-Jabron
Saint-Vincent-sur-Jabron is een gemeente in het Franse departement Alpes-de-Haute-Provence (regio Provence-Alpes-Côte d'Azur) en telt 187 inwoners (2005). De plaats maakt deel uit van het arrondissement Forcalquier.

## Geografie
De oppervlakte van Saint-Vincent-sur-Jabron bedraagt 30,2 km², de bevolkingsdichtheid is 6,2 inwoners per km². De Jabron stroomt langs de plaats.
De onderstaande kaart toont de ligging van Saint-Vincent-sur-Jabron met de belangrijkste infrastructuur en aangrenzende gemeenten.

## Demografie
Onderstaande figuur toont het verloop van het inwonertal (bron: INSEE-tellingen).
Vanwege een beveiligingsprobleem met de MediaWiki Graph-software is het momenteel niet mogelijk deze grafiek weer te geven. Zodra de software is bijgewerkt zal de grafiek vanzelf weer zichtbaar worden.

## Geboren
- Paul Touvier (1915-1996), collaborateur en crimineel